# Landeswelle Thüringen
Landeswelle Thüringen (eigene Schreibweise: LandesWelle Thüringen) ist ein privater Rundfunksender aus Weimar. Er wird von der LandesWelle Thüringen GmbH & Co. KG betrieben. Landeswelle Thüringen sendet ein Musik- und Informationsprogramm, dessen musikalischer Schwerpunkt Rock- und Popmusik der 1980er, 1990er, 2000er Jahre sowie aktueller Musik darstellt. Der Claim des Radiosenders lautet „Die besten 80er, die besten 90er“.

## Geschichte
Der Sender begann am 21. März 1995 um 5:30 Uhr mit der Ausstrahlung des Programms. Erster Musiktitel war Alt wie die Welt. Seit dem 31. Dezember 1994 war bereits eine Demoschleife mit Jingles und Nonstop-Musik gelaufen. Erster Titel auf den Frequenzen der zukünftigen Landeswelle war das „Rennsteiglied“ von Herbert Roth. War der Sender zunächst als „Familiensender“ konzipiert, entwickelte sich LandesWelle Thüringen zum Sender für eine ältere Zielgruppe. Ein Markenzeichen bei den Nachrichten war anfangs die „Thüringen-Minute“ jeweils eine Minute vor der vollen Stunde. Nach den Landesnachrichten folgten dann die regulären Weltnachrichten. Mit dem „LandesWelle Blitzdienst“ (heute der „LandesWelle Thüringen Verkehrsservice“) etablierte der Sender ab 1995 als erster landesweiter Radiosender in Deutschland einen Verkehrsdienst, welcher sich auf die Meldungen von Hörern stützt. Der Sender war zudem der erste in Thüringen, der „Blitzer-Standorte“ meldete und damit eine kontroverse öffentliche Debatte entfachte.
Sehr schnell etablierte der Sender zahlreiche populäre Sendungen im Programm, wie den „SamsTalk“ u. a. mit Petra Schenk, Frank Göbel, „Jugendliebe – Die Hits aus dem Osten“ mit Holger-Ralf Ehrhardt (heute u. a. KiKA), „Die TOP 100“ (die erste große Hörerhitparade zum 100. Sendetag mit Gesine Voigt und Holger-Ralf Ehrhardt), die „Gruß- und Wunschsendung“ zwischen 18 und 20 Uhr und etwas später die „Hitwelle – Die TOP-15-Hörerhitparade“ mit Michael Kraus und Holger-Ralf Ehrhardt oder der „Sportclub“ mit dem legendären Wolfgang Hempel. Weitere Moderatoren waren in den Anfangsjahren Tobias Bräuer, Wolfgang Buschner, Marcel Fischer, Frank Göbel, Karsten Heuke (heute MDR), Enrico Hess und Torsten Jäger. Die Senderclaims lauteten „Landesweit und doch ganz nah“ und später „Das Gute-Laune-Radio“.
„Jugendliebe – Die Hits aus dem Osten“ war eine Sendung mit DDR-Musik. Die Sendung lief jeweils sonntags. Mehr als 100 Zuschriften pro Sendung beteiligten sich am jeweiligen Rätsel rund um das DDR-Kulturleben. Zahlreiche DDR-Musiker waren Studiogäste, so u. a. Veronika Fischer, Peter Tschernig, Muck (Hartmut Schulze-Gerlach), Jörg Hindemith, Dagmar Frederic, Frank Schöbel, Tamara Danz und Gaby Rückert. Moderatoren der Sendung waren Holger-Ralf Ehrhardt und später Gunthart Hellwig.
„Hitwelle – Die TOP-15-Hörerhitparade“ lief von September 1995 an im Programm der Landeswelle und stellte jeweils fünf Vorstellungen und 15 platzierte Titel vor. Einige spätere große Hits hatten hier ihre Premiere, so Andrea Bocelli und Judy Weiss mit „Vivo per lei – ich lebe für sie“ oder Michael Jacksons „Stranger in Moscow“. Auch regionale Gruppen hatten hier ihr Podium, so konnte die Nordthüringer Gruppe Yoga mit „Time Is So Cruel“ einen Nummer-eins-Hit landen. Auch der hessischen Band Icks gelang dies. Moderiert wurde diese Sendung von Holger-Ralf Ehrhardt und Michael Kraus, der auch längere Zeit Morgenmann der Landeswelle war. Später übernahm Enrico Hess bis zur Einstellung der Sendereihe.

### Entwicklung seit 2000
Im Jahr 2002 erfolgte ein großer Relaunch, Marcel Wentzke (heute Hitradio RTL Sachsen) übernahm zusammen mit Patricia Stepputtis die Morgensendung, welche bis zu 160 000 Hörer erreichte. Die Musikauswahl wurde auf eine jüngere Zielgruppe zugeschnitten. Zwischen 2003 und 2005 erreichte Landeswelle Thüringen laut Media-Analyse ihre höchsten Einschaltquoten. Im Oktober 2005 wechselte Thüringens bekannteste Moderatorin Sina Peschke zu Landeswelle. Seit 2005 ist die „mir.) marketing im radio thüringen GmbH & Co. KG.“, ein Tochterunternehmen der LandesWelle GmbH & Co. KG, als regionaler Vermarkter von Landeswelle Thüringen tätig. Das Unternehmen ist zuständig für die Vermarktung der Hörfunk-Werbezeiten, Veranstaltungen und Internetauftritte des Senders.

Logo von Landeswelle bis 2015

Mit einer Programmreform im Januar 2008 richtet sich der Sender wieder überwiegend an etwas ältere Hörer und an Familien. Am 8. Juli 2008 erfolgte ein weiterer Relaunch, mit dem sich der Sender als „Thüringens Rock- und Pop-Radio“ definiert. Ab 19. September 2010 waren bei Landeswelle Thüringen neue Jingles zu hören. Von Juli 2008 bis September 2012 moderierte Bastian Bender die Morgensendung „Bastian Bender und das LandesWelle Morgenteam“. Prägende Elemente der Sendung waren die Comedyformate Baumann und Clausen sowie „Ungefragt nachgefragt“. Ab September 2012 moderierte Sina Peschke mit Oliver Eichhorn, später mit Marco Fischer die Morgensendung „Der LandesWelle FrühstücksClub“. Diese war bis 30. Juni 2015 auf Sendung, wurde aber abgesetzt, da Sina Peschke kündigte. Danach erfolgte eine große Umstrukturierung des Programmes sowie deren Sendezeiten. Im Juni 2018 verließ der langjährige Moderator Timo Hartmann den Sender und wechselte als Redakteur und Moderator zu Antenne Thüringen. Sein Nachfolger heißt Thomas Born, der vorher als Moderator bei Antenne Thüringen tätig war. Ebenfalls zum Jahreswechsel 2018/2019 wechselte Christian Buri zu Antenne Thüringen.

LandesWelle-Logo von 2015–2023

Am 1. Juli 2020 erfolgte der Wechsel von Dirk Sipp zum Sender, bisher war er jahrzehntelang beim Konkurrenzsender Antenne Thüringen in Weimar tätig. Im November 2020 gab sich der Sender den neuen Claim „Mehr Abwechslung für Thüringen. Hier sind die 80er Zuhause.“ und betont stärker die Musik der 1980er Jahre. Damit einher ging ein Wechsel der männlichen Station Voice von Michael-Che Koch zu Christian Blecken. Zum 23. Juni 2023 erfolgte der Umzug des Senders in das Funkhaus von Antenne Thüringen und Radio Top 40 nach Weimar, wobei der Umzug und die nachfolgende Kooperation mit den beiden anderen Sendern beinhaltet, die Ressourcen in den Bereichen Vertrieb, Marketing, Event, Technik, Finanzbuchhaltung und Verwaltung zu bündeln und damit „die Zukunft der privaten Radiolandschaft in Thüringen zu sichern“. Seit August 2023 ist der bisherige Programmdirektor Marco Kamphaus auch neuer Geschäftsführer von LandesWelle. Im Dezember 2023 verließ Lucie Militzer den Sender und zum 8. Januar 2024 kehrt dafür Christian Buri zurück zu LandesWelle Thüringen und übernimmt die Sendung am Vormittag.
Die Redaktionsleiterin Katharina Arnold verließ im Februar 2024 den Sender. Im Juni 2024 wurde die Position Redaktionsleitung überführt in die Position Leitung Programmgestaltung. In dieser Rolle ist seit Juni 2024 Katharina Gührs beim Sender verantwortlich. Im September 2024 erfolgte der Wechsel des Claims zu „Die besten 80er, die besten 90er“ und betont damit nun eine stärkere Ausrichtung des Programmes in Richtung Musik der 80er und 90er Jahre, die auch in einer veränderten Musikplanung Beachtung findet.

## Programm
LandesWelle Thüringen sendet ein 24-Stunden-Vollprogramm im Adult-Contemporary-Format (kurz AC-Format). Der Programmschwerpunkt liegt auf Rock und Pop der 1980er, 1990er, 2000er Jahre sowie aktueller Musik. Servicethemen und Regionalnachrichten bilden den zweiten Schwerpunkt des Senders. Eine Besonderheit ist die Positionierung der Verkehrsinformationen jeweils vor den Nachrichten zur halben bzw. vollen Stunde.

### Montag bis Freitag
Liveprogramm, während der Woche 13 Stunden täglich:
- von 0 Uhr bis 1:30 Uhr: LandesWelle Hörspielnacht (Wiedergabe von Hörspielen u. a. der „Sherlock Holmes“ und „Das Gruselkabinett“ Reihe)[8]
- von 5 bis 9 Uhr: Perfekt geweckt mit Thomas Born
- von 9 bis 14 Uhr: LandesWelle Thüringen am Vormittag & Mittag mit Christian Buri
- von 14 bis 18 Uhr: LandesWelle Thüringen am Nachmittag mit Alex König

Neben den festen Moderatoren sind auch Dietmar Hild und Lukas Fuchs bei Krankheit, Urlaub o. ä. der Stammmoderatoren im Programm zu hören.

### Wochenende
Am Wochenende gibt es 6 Stunden (sonntags) moderiertes Programm.

#### Sonntags
- von 18 bis 24 Uhr: Yesterhits mit Dirk Sipp[9][10]

Ansonsten gibt es kein moderiertes Programm bei LandesWelle. In dieser Zeit wird ein durch Servicebeiträge (Nachrichten, Wetter und Verkehr) ergänztes Musikprogramm ohne Moderation gesendet. Sonntags zwischen 9 und 12 Uhr sowie werktags gegen 18:45 Uhr erfolgt die Ausstrahlung von religiösen Beiträgen. Zu diesem Zweck müssen Radiosender laut Rundfunkstaatsvertrag der evangelischen und katholischen Kirche sowie den jüdischen Gemeinden Sendezeit einräumen. Die Nachrichten bei LandesWelle Thüringen setzen sich aus Deutschland-, Thüringen-, Regional- und Wirtschaftsnachrichten zusammen. Über den Tag verteilt werden diese in unterschiedlichen Kombinationen gesendet. Die Regionalnachrichten werden für die Sendegebiete Nord-, West-, Süd- und Ost-Thüringen der Lizenz entsprechend regionalisiert.
Stationvoice ist Christian Blecken.

## Empfang
Das Programm ist über UKW und Kabel in ganz Thüringen zu empfangen. In den angrenzenden Gebieten von Sachsen, Sachsen-Anhalt, Niedersachsen, Bayern und Hessen kann man LandesWelle Thüringen über UKW empfangen. Außerdem ist weltweit der Empfang als Internetradio über die Homepage des Senders sowie in weiten Teilen Deutschlands über Kabelradio möglich. Neben dem über UKW und Kabel ausgestrahltem Programm und dem Livestream im Internet betreibt LandesWelle Thüringen seit Mai 2017 unmoderierte Webradios. Die LandesWelle GrillWelle hat einen Schwerpunkt auf Partymusik, LandesWelle Deutsch sendet nur deutschsprachige Musik und die seit Juni 2018 gestartete LandesWelle Rockwelle setzt seinen Schwerpunkt auf Rockmusik. Mit der LandesWelle OldieWelle und der LandesWelle SchlagerWelle hat der Sender auch Musikrichtungen im Programm, die im UKW Programm eher selten vorkommen. Seit dem 16. November 2021 ist Landeswelle Thüringen auch über DAB+ entlang der A4-Städtekette (Gotha-Erfurt-Weimar) und seit Mitte 2024 im Rest des Freistaates zu empfangen.

### Frequenzen
LandesWelle Thüringen produziert ein im Freistaat Thüringen landesweit auf 14 Frequenzen ausgestrahltes privates Hörfunkprogramm.
| Regionalisierungsgebiet | Senderstandort          | Frequenz  | Leistung  |
| ----------------------- | ----------------------- | --------- | --------- |
| Nord                    | Heilbad Heiligenstadt   | 88,7 MHz  | 000,1 kW  |
| Nord                    | Keula                   | 104,5 MHz | 010 kW    |
| Nord                    | Kulpenberg              | 096,8 MHz | 003 kW    |
| Nord                    | Nordhausen              | 105,8 MHz | 000,1 kW  |
| Mitte                   | Erfurt                  | 099,7 MHz | 000,5 kW  |
| Mitte                   | Inselsberg              | 104,2 MHz | 100 kW    |
| Mitte                   | Weimar                  | 089,2 MHz | 000,25 kW |
| Ost                     | Jena                    | 106,1 MHz | 001 kW    |
| Ost                     | Gera                    | 105,8 MHz | 001 kW    |
| Ost                     | Ronneburg               | 094,9 MHz | 003 kW    |
| Ost                     | Saalfeld                | 095,7 MHz | 010 kW    |
| Ost                     | Sieglitzberg-Lobenstein | 098,5 MHz | 002 kW    |
| Süd                     | Sonneberg               | 106,7 MHz | 060 kW    |
| Süd                     | Suhl                    | 088,6 MHz | 001 kW    |

Neben der Verbreitung über UKW kann der Sender auch im Kabelnetz in Thüringen, Sachsen, Bayern und Niedersachsen empfangen werden. Zusätzlich wird das Programm als Livestream über das Internet verbreitet.

### Hörerzahlen
Die Marktanteilszahlen der „Media-Analyse“ (ma) für alle Radio- und Online-Dienste in Deutschland geben den Durchschnitt aller Hörer an den 7 Tagen einer bestimmten Woche eines Radiosenders wieder – stundenweise gegliedert nach „Montag–Freitag“, „Samstag“ und „Sonntag“.
Die folgende Tabelle stellt ausschnittsweise jeweils den Durchschnitt der Hörer im Zeitraum „Montag–Freitag“, 6.00–18.00 Uhr,
| ma Radio/Audio                     | 2012 Radio I a | 2012 Radio II b | 2013 Radio I | 2013 Radio II | 2014 Radio I | 2014 Radio II | 2015 Radio I | 2015 Radio II |
| Hörer pro Std. (∅ Mo–Fr, 6–18 Uhr) | 130.000        | 110.000         | 107.000      | 121.000       | 114.000      | 81.000        | 57.000       | 67.000        |

| ma Radio/Audio                     | 2016 Radio I | 2016 Radio II | 2017 Radio I | 2017 Audio c | 2018 Audio I | 2018 Audio II | Audio 2019 I | Audio 2019 II | Audio 2020 I |
| Hörer pro Std. (∅ Mo–Fr, 6–18 Uhr) | 73.000       | 83.000        | 86.000       | 77.000       | 90.000       | 69.000        | 70.000       | 68.000        | 55.000       |

| ma Radio/Audio                     | Audio 2020 II | 2021 Audio I | 2021 Audio II | 2022 Audio I | 2022 Audio II | 2023 Audio I | 2023 Audio II | 2024 Audio I | 2024 Audio II | 2025 Audio I | 2025 Audio II |
| Hörer pro Std. (∅ Mo–Fr, 6–18 Uhr) | 51.000        | entfiel d    | 62.000        | 69.000       | 57.000        | 58.000       | 56.000        | 49.000       | 58.000        | 56.000       | 47.000        |

## Eigentümer
- REGOLD GmbH & Co. KG (Gesellschafter: je 50 % NWZ Funk und Fernseh GmbH und Regiocast)
- R & B Thüringer Medienbeteiligungsgesellschaft mbH (Gesellschafter: MOIRA Rundfunk GmbH und Münchener Zeitungs-Verlag GmbH & Co. KG)
- MOIRA Rundfunk GmbH (Tochterunternehmen der Medien Union)
- Münchener Zeitungs-Verlag GmbH & Co. KG (gehört zur Ippen-Gruppe)
- LAWESPA Medien-Beteiligungsgesellschaft mbH (Tochterunternehmen der Medien Union)
- NWZ Funk und Fernseh GmbH (Nordwest-Zeitung)
- Regiocast GmbH & Co. KG
- Dr. Harald Brenner
- Landeswelle Thüringen Geschäftsführungs-GmbH

(Stand: 2024)